# Miguel López Abril
Miguel López Abril (Hospitalet de Llobregat, Barcelona; 20 de diciembre de 1954-Barcelona, 11 de abril de 2021) fue un baloncestista español de los años 70 y 80. Medía 1,79 metros de altura y jugaba en la posición de base. 

## Trayectoria deportiva
Formado en las categorías inferiores del FC Barcelona, jugó siete temporadas en el primer equipo del conjunto barcelonés, entre 1972 y 1979. Con el FC Barcelona logró los myores éxitos de su carrera: dos Copas del Rey en 1978 y 1979. No ganó ningún título internacional pese a que disputó la final de la Copa Korac de la temporada 1974-1975, que el Barcelona perdió ante el Squibb Cantú.
En 1979 abandonó el FC Barcelona y fichó por el Bàsquet Manresa. Posteriormente jugó dos temporadas en el Caja de Ronda de Málaga antes de jugar un año en el eterno rival del FC Barcelona, el Club Joventut de Badalona. Se retiró como jugador en activo al finalizar la temporada 1984-1985, y tras jugar su última temporada en el Caja Álava.
Tras retirarse como jugador pasó a dirigir al Licor 43 Santa Coloma en la temporada 1985-86 aunque fue cesado al cabo de unos meses por los malos resultados del conjunto. En la temporada 1986-87 recaló con la temporada iniciada en el Caixa Sabadell de 2a Nacional con el que se proclamó Campeón de España de Segunda Nacional en la temporada 87-88 ascendiendo a Primera 'B' pero los problemas económicos del proyecto no le dieron continuidad en Sabadell.
Más tarde fichó por el equipo técnico del FC Barcelona e inició una carrera como entrenador en categorías de formación. En la temporada 1999-2000 se proclamó campeón de España dirigiendo al FC Barcelona cadete, y en la temporada 2003-2004 dirigiendo al FC Barcelona junior.
También dirigió con posterioridad al Pamesa Castellón y a la Unió Bàsquet Sabadell. A pesar de su buen hacer, actualmente se encuentra como entrenador del modesto Joventut Les Corts en Tercera Catalana. 
Fue internacional juvenil, júnior y, en nueve ocasiones, internacional con la Selección de baloncesto de España absoluta. Previamente también había sido internacional con las selecciones juvenil y junior.

## Clubes como jugador
- 1972-1979: FC Barcelona
- 1979-1981: Bàsquet Manresa
- 1981-1983: Caja de Ronda de Málaga
- 1983-1984: Club Joventut de Badalona
- 1984-1985: Caja Álava

## Clubes como entrenador
- Licor 43 Santa Coloma (1985-86)
- Caixa Sabadell (1987-88)
- FC Barcelona. Categorías inferiores
- Pamesa Castelló (2004-06)
- Unió Bàsquet Sabadell (2007-09)

## Palmarés
- 2 Copas del Rey: 1977-1978 y 1978-1979, con el FC Barcelona.
- Subcampeón de la Copa Korac: 1974-1975, con el FC Barcelona.